# Songs from a Room
Albums de Leonard Cohen
Songs of Leonard Cohen
(1967) Songs of Love and Hate
(1971)
Songs from a Room est le deuxième album studio du chanteur canadien Leonard Cohen, sorti en 1969.
L'album a été enregistré à Nashville, capitale de la musique country, où Leonard Cohen désirait déjà enregistrer son premier album. La production est assurée par Bob Johnston qui a déjà produit Bob Dylan, Simon & Garfunkel et Johnny Cash.
Malgré un enregistrement difficile où Leonard Cohen se sent oppressé par sa maison de disques, Songs from a Room devient un des albums du chanteur canadien les plus appréciés, pour son ambiance sombre et sa sonorité acoustique et country.
L'album est cité dans l'ouvrage de référence de Robert Dimery Les 1001 albums qu'il faut avoir écoutés dans sa vie.

## Liste sélective des morceaux marquants

### Bird on the Wire
Le morceau Bird on the Wire a eu une grande influence dans le milieu country. Il a été repris par de nombreux artistes tels que Johnny Cash, Willie Nelson, ou encore Joe Cocker.
Même si Leonard Cohen l'a décrit comme étant une simple chanson country, les paroles, parlant de la volonté d'être libre en s'affranchissant même de l'amitié et de l'amour des siens, en ont touché plus d'un. Le groupe norvégien Midnight Choir a choisi son nom en fonction des premières paroles « Like a bird on the wire / like a drunk in a midnight choir / I have tried in my way to be free. » (« Comme un oiseau sur le fil / Comme un ivrogne dans une chorale de minuit / J'ai tenté, à ma façon, d'être libre »), tandis que Kris Kristofferson a décidé de faire de ces mots son épitaphe.
Serge Lama a également enregistré une version française du morceau, Vivre tout seul, tandis que le morceau est resté un des plus joués par Leonard Cohen en concert, qui, à l'occasion, a également interprété la version de Serge Lama.

### Story of Isaac
Story of Isaac rappelle les origines juives du compositeur canadien. Le morceau raconte le sacrifice d'Isaac, épisode de l'Ancien Testament dans lequel Abraham reçoit l'ordre de Dieu de sacrifier son fils Isaac. Alors qu'il s'apprête à le faire, Dieu intervient pour empêcher le sacrifice.
Leonard Cohen : « Aujourd'hui les enfants sont sacrifiés et personne ne lève la main pour empêcher le sacrifice » « C'est une chanson écrite à l'intention de ceux qui pensent qu'ils ont le droit de sacrifier les jeunes pour quelque plan qu'ils imaginent être saint ou juste. ».
Certains pensent que cela s'adresse particulièrement à l'état d'Israël et à la politique sioniste, mais Cohen n'y a jamais fait d'allusion explicite, et a même ajouté: "C'est une chanson qui s'adresse à eux (ceux précédemment cités), et c'est aussi une chanson pour ceux qui voudraient m'enrôler contre ces gens-là pour les vaincre. Car je ne veux rejoindre aucun programme. Je ne veux pas ajouter mon nom à quelque manifestation que ce soit".

### The Partisan
The Partisan, qui rencontra un grand succès particulièrement en Europe, est une adaptation de La Complainte du partisan sur une musique d'Anna Marly, auteur du célèbre Chant des partisans et d'Emmanuel d'Astier de La Vigerie pour les paroles. Cette version anglaise est à l'origine de Hy Zaret.
La chanson rend un hommage aux résistants durant la Seconde Guerre mondiale. Elle est chantée dans les deux langues (anglais et français) par Leonard Cohen.

### Seems So Long Ago, Nancy
Seems so long ago, Nancy (parfois appelé simplement Nancy) a été écrite en souvenir d'une fille blonde que Leonard Cohen a connue et qui s'est tirée une balle dans la tête dans sa salle de bain à Montréal, en 1965, alors qu'elle avait 21 ans. Un membre de la famille a confirmé en 2005 qu'elle se nommait Nancy Challies, fille d'un important juge de Montréal.

## Liste des titres
Toutes les chansons sont écrites et composées par Leonard Cohen, sauf mention contraire.
| No  | Titre                                    | Auteur                    | Durée |
| --- | ---------------------------------------- | ------------------------- | ----- |
| 1.  | Bird on the Wire                         |                           | 3:28  |
| 2.  | Story of Isaac                           |                           | 3:38  |
| 3.  | A Bunch of Lonesome Heroes               |                           | 3:18  |
| 4.  | The Partisan (arrangement Leonard Cohen) | Anna Marly / Traditionnel | 3:29  |
| 5.  | Seems So Long Ago, Nancy                 |                           | 3:41  |
| 6.  | The Old Revolution                       |                           | 4:50  |
| 7.  | The Butcher                              |                           | 3:22  |
| 8.  | You Know Who I Am                        |                           | 3:32  |
| 9.  | Lady Midnight                            |                           | 3:01  |
| 10. | Tonight Will Be Fine                     |                           | 3:53  |

Chansons bonus (édition 2007) :
1. "Like a Bird (Bird on the Wire)" - 3:21
2. "Nothing to One (You Know Who I Am)" - 2:17

## Personnel
- Leonard Cohen : chant, guitare classique
- Ron Cornelius : guitare acoustique et électrique
- Bubba Fowler : basse, guitare acoustique, banjo, violon
- Charlie Daniels : basse, guitare acoustique, violon

## Production
- Bob Johnston : production sur l'album original, claviers
- David Crosby : production sur (11, 12), chœurs sur (12)
- Neil Wilburn : ingénieur

## Influences
En 2005, le chanteur Red rend un hommage à cet album en le reprenant dans son entiereté, avec un style "cheap" et déstructuré.
En 2008, le chanteur français Vincent Delerm intitule en 2008 une chanson de son album Quinze Chansons, From a Room' - en référence à la photo, au dos de la pochette de l'album, qui représente une jeune femme tapant à la machine, dans une chambre au volet clos. Dans cette chanson de 58 secondes, on peut entendre sur un fond de musique, une voix féminine dire : 
« Et le type expliquera que la fille en photo à l'arrière de Songs from a Room n'est pas du tout celle avec laquelle Leonard Cohen vivait à l'époque, que c'était juste une amie du photographe et que Cohen aimait bien cette image, que ça n'a pas été pris début août dans une maison du sud de la France, mais à dix kilomètres de Los Angeles, que la fille ne sait même pas faire marcher la machine à écrire sur laquelle elle a l'air de taper une nouvelle de deux pages, derrière les volets fermés, pendant le cagnard de quinze heures,
Que la photo a été prise un matin début mars, que c'est marrant d'avoir pensé que Cohen avait fait l'amour avec elle, juste avant de prendre la photo, parce que c'est une fille qui n'aime que les filles. »
En réalité, la personne sur la pochette est Marianne Ihlen la compagne de Cohen à cette période. La photo a été prise dans la salle de musique de la propriété que Cohen acheta le 27 septembre 1960 dans l'île Grecque de Hydra.